# Thunderer (skib, 1877)
HMS Thunderer var det andet skib i Devastation klassen af panserskibe i Royal Navy, med et design, der kom til at danne skole for de følgende års slagskibe over hele kloden. Problemet med at kombinere sejlrigningens pladskrav med kanontårnenes skudfelt blev løst radikalt ved, at sejlføringen blev droppet. Thunderer havde nogle aktive år i 1870'erne og første halvdel af 1880'erne, og fik derefter mere stilfærdig tjeneste som vagtskib og til sidst blot som en del af den britiske flådes reserve. Navnet betyder "tordneren", og skibet var det femte af foreløbigt seks med dette navn, der har gjort tjeneste i Royal Navy. På trods af to alvorlige ulykker i de første år, fik Thunderer alligevel et fornemt eftermæle i Royal Navy.

## Design og konstruktion
Panserskibene af Devastation klassen var det første forsøg i Royal Navy på at kombinere tårnskibets evne til at medbringe de kraftigst mulige kanoner, monitorens store skudfelt, samt en stor aktionsradius - uden brug af sejl. Chefkonstruktøren E.J. Reed udarbejdede i 1869 et projekt, der egentlig blot var en større udgave af hans brystværnsmonitor Cerberus (søsat i 1868), altså et lavskroget skib med et kanontårn på for- og agterdæk. Bevillingen til Devastation og Thunderer blev givet i Parlamentet i april 1869 og Thunderer blevpåbegyndt i juni samme år. Da HMS Captain gik til bunds under en storm i september 1870, blev arbejdet imidlertid standset. Reed havde sagt op i juli og var blevet afløst af Nathaniel Barnaby, og under hans ledelse blev designet forbedret, blandt andet med mere udstrakt panser, kraftigere kanoner og bedre plads til besætningen. Devastation var det af skibene, man var kommet længst med, så flådeledelsen besluttede derfor at stille byggeriet af  Thunderer i bero, til man havde fundet ud af, hvordan søsterskibet klarede sig. I deres endelige udformning var de meget stabile skibe. I hårdt vejr passerede bølgerne hen over for- og agterskib, mens overbygningen midtskibs beskyttede besætningen, der var på 358 mand. Helt i tråd med tidens ideer om søkrigsførelse var de udstyret med vædderstævn. HMS Thunderer var på 9.330 ton og 93,6 meter langt. Bredden var 19,0 meter og den gennemsnitlige dybgang var 8,1 meter.

### Fremdrift
Thunderer havde fire to-cylindrede dampmaskiner fra firmaet Humphreys and Tennant, og de drev parvis de to skruer. Skibet var på prøvesejlads i juli 1876, og præsterede ved den lejlighed 6.270 HK, der gav en fart på 13,4 knob. Den 14. juli 1876 var Thunderer på en ny prøvesejlads og herunder indtraf den værste ulykke med skibskedler i Royal Navy's historie. En af kedlerne gav efter for trykket og sendte skoldende damp ud over besætning og observatører i maskinrummet. 15 mennesker døde med det samme, og de svære forbrændinger på resten betød, at det endelige dødstal nåede over 40. En undersøgelse viste, at den stopventil, der kunne have forhindret ulykken, ikke var slået til. Trykmåleren virkede ikke, så ingen havde opdaget faren. Normalt skulle kedlens sikkerhedsventil aktiveres, når trykket blev for højt, men en efterfølgende undersøgelse viste, at ventilen, der var en konstruktion af messing og støbejern, enten var rustet eller på anden måde korroderet. Ulykken var stærkt medvirkende til, at der i 1879 kom en egentlig vejledning for arbejdet i flådens maskinrum, i form af Steam Manual for Her Majesty's Fleet. Da skibet ikke førte sejl, var der brug for en stor beholdning af kul. Den var på 1.800 tons, og gav Thunderer en rækkevidde på 4.700 sømil ved 10 knob.
Thunderer var på værft i 1889-1891 og fik ved den lejlighed blandt andet nye dampmaskiner af tregangs-typen. De præsterede 7.200 HK og øgede skibets fart til 14,2 knob. 

### Artilleri
HMS Thunderer havde fire 30,5 cm riflede forladekanoner, fordelt i to kanontårne. De kunne affyre granater på op til 706 pund (320,2 kg). På korte afstande kunne granaterne gennembore 40 cm jernpanser. De forreste kanoner var lidt længere end end de agterste og var ca. 10 % kraftigere. Til kanonerne i det forreste kanontårn fik Thunderer som det første skib i Royal Navy installeret et hydraulisk ladesystem, der gjorde ladeprocessen hurtigere og samtidigt reducerede mandskabskravet i kanontårnet fra 22 til 10 mand. Under en skydeøvelse i januar 1879 blev en af granaterne siddende i løbet, og på grund af larmen fra den anden kanon i tårnet blev det ikke opdaget. Kanonerne blev genladet, og ved affyringen eksploderede den kanon, der havde dobbelt ladning, og dræbte 11 og sårede 34. Til forsvar mod torpedobåde blev der i 1881 opstillet seks Nordenfelt maskinkanoner, samt et Gatling maskingevær i masten. og ved samme lejlighed fik skibet to 35,6 cm torpedoapparater installeret.
Forladekanonerner blev udskiftet ved skibets værftsbesøg i 1889-91, og de blev erstattet med 25,4 cm bagladekanoner, kaliber 32. Disse kanoner kunne affyre granater på 500 pund (226,8 kg) og havde større mundingshastighed end de gamle, hvilket betød, at de kunne gennembryde, hvad der svarede til 64 cm jernpanser. Ved samme lejlighed blev Nordenfelt kanonerne erstattet med seks 57 mm og otte 47 mm kanoner.

### Panser
Thunderer var beskyttet hele vejen langs vandlinjen af et smedejernspanser, der var 305 mm tykt midtskibs og aftog til 229 mm. Kanontårnene havde ligeledes 305 mm panser, dog forstærket til 356 mm på tårnenes forside. Panseret var fastgjort på et lag teaktræ på mellem 215 og 457 mm. Den samlede vægt af panseret var 2.540 tons og udgjorde dermed 27,2 procent af skibets deplacement. De tilsvarende tal for forgængeren Monarch var 1.364 tons og 16,4 procent.

## Tjeneste
Thunderer var længe om at komme i tjeneste. Fordi man ville afvente resultaterne fra Devastation og med den forsinkelse, kedelulykken gav, gik der otte år fra køllægningen til kommandohejsningen - i stedet for typisk tre år. Skibet hejste kommando første gang i maj 1877, og indgik i reserveflåden. I juni-august 1878, hvor der var frygt for krig mod Rusland, var skibet en del af Particular Service Squadron. Derefter fulgte kortvarig tjeneste ved Kanalflåden, og i slutningen af 1878 blev Thunderer sendt til Middelhavsflåden. I 1881 blev det afmønstret på Malta og indgik i reserven. Samme år fik det installeret lette kanoner og torpedoapparater. Var aktivt i Middelhavsflåden igen i 1885-1886. I januar 1888 blev Thunderer lagt i reserve i Portsmouth og i 1889-1891 fulgte en større modernisering af skibets maskineri og artilleri. I 1891-1892 var Thunderer igen i Middelhavet, men det nye maskineri gjorde knuder, og skibet blev sendt hjem og kom i reserve. Den sidste aktive tjeneste var fra maj 1895 til december 1900, hvor Thunderer var vagtskib ved Pembroke i Wales (ved det værft, hvor det blev bygget). I december 1900 strøg skibet kommando i Chatham og blev en del af reserven. Thunderer var på værft i 1903, blev slettet af flådelisten i 1907 og solgt i juli 1909.
De to alvorlige ulykker på Thunderer gjorde, at det i 1870'erne havde et dårligt navn i offentligheden. Skibet var imidlertid solidt og godt konstrueret, og med årene fik det en høj stjerne blandt officererne i Royal Navy. I starten af det 20. århundrede var det faktisk sådan, at den største ros, man kunne give et nyt krigsskib var, at det var "lige så stabilt som Thunderer" ("as steady as the old Thunderer").

## Eksterne links
- Wikimedia Commons har flere filer relateret til Thunderer (skib, 1877)
- Eksempel på avisomtalen af kedeleksplosionen på Thunderer.